# Aguieira
Aguieira é uma povoação portuguesa do Município de Nelas que foi sede da extinta Freguesia de Aguieira, freguesia que tinha cerca de 558 habitantes, distribuídos por uma área de 549 hectares (cerca de 5,49 km²). 
A Freguesia de Aguieira foi extinta (agregada) pela reorganização administrativa de 2012/2013, tendo o seu território sido agregado ao da Freguesia de Carvalhal Redondo para criar a União de Freguesias de Carvalhal Redondo e Aguieira. Ocupava o oitavo lugar em termos de dimensão demográfica e estava classificada como de 2ª ordem em termos de hierarquia dos aglomerados urbanos do município.
Aguieira era o único aglomerado populacional da respetiva freguesia, ficando situada a oeste da sede do município. Tem como freguesias limítrofes Moreira, a norte, Canas de Senhorim, a sul, Carvalhal Redondo, a nascente, e Beijós pertencente ao Município de Carregal do Sal, a poente. 

## História
Denominada outrora por Vila Nova das Amoreira (Villa Nuova no termo das Moreiras de Senhorim), Aguieira foi sede de Freguesia desde 4 de Outubro de 1985 e foi, até 1834, sede de um pequeno Concelho, constituído pelos lugares de Aguieira e Moreira de Baixo, cujos limites iam da Ribeira de Travassos, a sul, até ao Rio Dão, a norte, passando pelo Brejo e Lampaça, a oeste, e pela Capela da Sra. do Viso e Igreja de Carvalhal Redondo, a este. Os aglomerados dispersavam-se por Aguieira, Braçal, Lampaça, Pisão, Travassos e Vale Chã, estando todos eles situados no extremo oeste do território de Zurare. Com a divisão deste território, Moreira passa para o território de Senhorim e por sua vez ocorre em data incerta, talvez em 1258, a desanexação da Vila Nova das Amoreira de Senhorim, tendo surgido no final do século XIV o nome de Agyeyra, que deu origem ao actual.
A confirmação do nome Vila Nova das Amoreiras é feita no foral que lhe foi concedido pelo Rei D. Manuel I, a 6 de Maio de 1514, foral que estabeleceu a agregação de Moreira de Baixo ou de Jusã, a Aguieira. Com a reforma liberal de Mouzinho da Silveira, é extinto o Concelho de Aguieira em 1834 e integrado no Concelho de Canas de Senhorim e, mais tarde, em 1854, no Concelho (atual Município) de Nelas.

## Cronologia
- 1514 - concessão do foral manuelino
- 1852 - extinção do concelho de Aguieira, então integrado no de Nelas[3][4]

## População
| População da freguesia de Aguieira | População da freguesia de Aguieira | População da freguesia de Aguieira | População da freguesia de Aguieira | População da freguesia de Aguieira | População da freguesia de Aguieira | População da freguesia de Aguieira | População da freguesia de Aguieira | População da freguesia de Aguieira | População da freguesia de Aguieira | População da freguesia de Aguieira | População da freguesia de Aguieira | População da freguesia de Aguieira | População da freguesia de Aguieira | População da freguesia de Aguieira |
| ---------------------------------- | ---------------------------------- | ---------------------------------- | ---------------------------------- | ---------------------------------- | ---------------------------------- | ---------------------------------- | ---------------------------------- | ---------------------------------- | ---------------------------------- | ---------------------------------- | ---------------------------------- | ---------------------------------- | ---------------------------------- | ---------------------------------- |
| 1864                               | 1878                               | 1890                               | 1900                               | 1911                               | 1920                               | 1930                               | 1940                               | 1950                               | 1960                               | 1970                               | 1981                               | 1991                               | 2001                               | 2011                               |
|                                    |                                    |                                    |                                    |                                    |                                    |                                    |                                    |                                    |                                    |                                    |                                    | 715                                | 620                                | 558                                |

Freguesia criada pela Lei n.º 80/85,  de 4 de Outubro, com lugares desanexados da freguesia de Carvalhal Redondo
| Distribuição da População por Grupos Etários | Distribuição da População por Grupos Etários | Distribuição da População por Grupos Etários | Distribuição da População por Grupos Etários | Distribuição da População por Grupos Etários | Distribuição da População por Grupos Etários | Distribuição da População por Grupos Etários | Distribuição da População por Grupos Etários | Distribuição da População por Grupos Etários | Distribuição da População por Grupos Etários |
| -------------------------------------------- | -------------------------------------------- | -------------------------------------------- | -------------------------------------------- | -------------------------------------------- | -------------------------------------------- | -------------------------------------------- | -------------------------------------------- | -------------------------------------------- | -------------------------------------------- |
| Ano                                          | 0-14 Anos                                    | 15-24 Anos                                   | 25-64 Anos                                   | > 65 Anos                                    |                                              | 0-14 Anos                                    | 15-24 Anos                                   | 25-64 Anos                                   | > 65 Anos                                    |
| 2001                                         | 80                                           | 89                                           | 302                                          | 149                                          |                                              | 12,9%                                        | 14,4%                                        | 48,7%                                        | 24,0%                                        |
| 2011                                         | 69                                           | 48                                           | 272                                          | 169                                          |                                              | 12,4%                                        | 8,6%                                         | 48,7%                                        | 30,3%                                        |

Média do País no censo de 2001:  0/14 Anos-16,0%; 15/24 Anos-14,3%; 25/64 Anos-53,4%; 65 e mais Anos-16,4%
Média do País no censo de 2011:   0/14 Anos-14,9%; 15/24 Anos-10,9%; 25/64 Anos-55,2%; 65 e mais Anos-19,0%

## Património

### Arquitectura Civil
- Casa Henriquina - Casa da Câmara da Aguieira

Casa devoluta de planta longitudinal rectangular, regular. Massa simples, horizonalista de cobertura inexistente. Fachada principal voltada para Oeste, sem embasamento, de dois pisos. No primeiro, ampla porta de moldura rectangular lisa, ascendendo-se do segundo piso por escada lateral saliente, de cinco degraus e um patamar provido da varadim liso, que dá acesso a uma porta rectangular, ladeada por outra mais pequena, em cuja ombreira existe uma pequena inscrição epigráfica ilegível. A parte superior da caixa muraria está truncada, em ruínas. Fachada sul adossada a construção de dois pisos. Fachada Este adossada, a casa de dois pisos e ao respectivo quintal, sendo visíveis, contudo, três janelas rectangulares ao nível do andar nobre, estando as duas da esquerda entaipadas pelo edifício, assim como uma porta no piso térreo.
Fachada Norte muito destruída notando-se apenas a parte inferior dos pés-direitos de uma porta rectangular ao centro da fachada, no piso térreo. Interior de dois andares, com base de muro divisório a meio completamente arruinado a invadido pelo mato.
Localidade | Largo do Município
- Pelourinho da Aguieira

Monumento que foi recuperado, vindo a ser reconstruído pelo povo no ano de 1937. Actualmente assenta em três degraus quadrados em esquadria, no último dos quais se ergue a antiga coluna cilíndrica de uma só peça de talhe liso.
A coluna é sobrepujada por remate cónico muito alongado e delimitado por moldura toral na parte inferior. No vértice do cone assenta esfera de onde se ergue a grimpa de ferro, com bandoleira e cruz.
Localidade | Largo do Município, junto às ruínas do Paço da Câmara
- Casa Sacadura Botte

Corresponde a uma reedificação de uma construção anterior, dos inícios do século XVI, como prova disso mesmo é a data inscrita no lintel do portal que dá acesso ao pátio interior: MDXXII.
Compões por vários corpos que foram construídos em épocas diferenciadas. O alçado principal, virado para a via pública, foi erguido no século XVII. Tem cinco janelas, simétricas, com moldura de granito simples, apenas em pequeno ressalto, que se eleva ao centro, para dar espaço ao brasão. Por baixo da janela central, foi colocada uma placa com uma inscrição alusiva aos antepassados deste solar, sublinhando a presença de figuras de grande prestígio e poder a nível nacional.
Na parte interior da casa pode observar-se indícios de inúmeras reformas ao longo dos tempos, pelo que muitos elementos surgem descontextualizados e fraccionados, como por exemplo azulejos de figura avulsa, misturados com outros tipos de padrão, que se encontram na parede da varanda principal, cuja cobertura é sustentada por pilastras toscanas. Nesta, está presente outro fragmento da sua história, os lintéis de duas janelas compõem-se de dois arcos de meio ponto característicos do formulário manuelino, devendo ter pertencido à construção primitiva que seria deste período. No cruzamento de dois corpos do edifício eleva-se um torreão quadrangular, rematado por uma cruz, que corresponde ao oratório privado.
No interior apresenta um espaço jardinado, com buxos e árvores, no seio do qual se enquadra uma extraordinária fonte setecentista. Tem um pequeno nicho, no qual se encontrava a imagem de Santo Onofre. A água cai num pequeno tanque e é conduzida a outro de maiores dimensões através de um pequeno canal. Lateralmente, tem bancos de pedra corridos.
Localidade | Estrada do Vale Côvo / Rua da Corredora / Rua Sacadura Botte.
- Pinheiro do Sacadura

### Arquitectura Religiosa
- Igreja de São Simão

A actual Igreja de São Simão data da sua construção na década de 60 do século XX, vindo substituir um templo anterior, erguido provavelmente no século XVIII.
A capela anterior, da qual só resta a torre, era constituída por um único corpo rectangular, com os cunhais demarcados por pilastras de granito, sobrepujados por pináculos. Ostentava um portal simples apenas relevado pela larga cinta de granito que o delineava.
Na ilharga esquerda, num plano recuado em relação à fachada, erguia-se a torre de três andares delimitados por cornijas de granito, o último dos quais com típicas ventanas em forma de arco. A torre foi o único componente reutilizado na nova Igreja, tendo sido reconstruída junto ao alçado direito.
Localização | Largo do Rossio
- Capela de Nossa Senhora dos Aflitos

Construção privada do último quartel de setecentos, com invocação ao Senhor dos Aflitos. Devido à incompatibilidade de se deslocarem a freguesias próximas para assistir à missa e como não se queriam privar dessa obrigação, os proprietários desta capela, mandaram-na edificar.
É de enaltecer as semelhanças desta Capela com a Capela de São Silvestre localizada nas Carvalhas, paróquia de Senhorim, devendo ter sido executadas pelo mesmo pedreiro.
Localização | Largo do Rossio
- Capela de Santo Onofre

Capela particular, de estilo neogótico, tem como invocação a Santo Onofre e localiza-se na extremidade do Solar Sacadura Botte. Deverá ter sido construída no século XIX, recuperando a sintaxe estilística medieval, o gótico, ao nível do portal. Este é composto por ombreiras escalonadas, encimadas por impostas muito salientes, sobre pujadas por um arco quebrado com sulcos em forma de arquivoltas.
O remate da fachada apresenta uma cornija de ressaltos que segue o perfil triangular do telhado de duas águas, em cujas extremidades tem pináculos piramidais e ao centro a típica cruz. No seu interior, encontra-se desprovida de qualquer ornamento ou imagem.
Localização | Estrada do Vale Covo / Rua da Corredora / Rua Sacadura Botte
- Ruínas da Capela de São Simão (Lampaça)

## Turismo, Festas e Efemérides
- Festa de São Simão - 28 Outubro